# Bauchflecken-Baumsteiger
Der Bauchflecken-Baumsteiger (Ranitomeya ventrimaculata, Syn.: Dendrobates ventrimaculata) ist ein Froschlurch aus der Gattung Ranitomeya; vormals wurde er der Gattung Baumsteiger (Dendrobates) zugeordnet.

## Aussehen

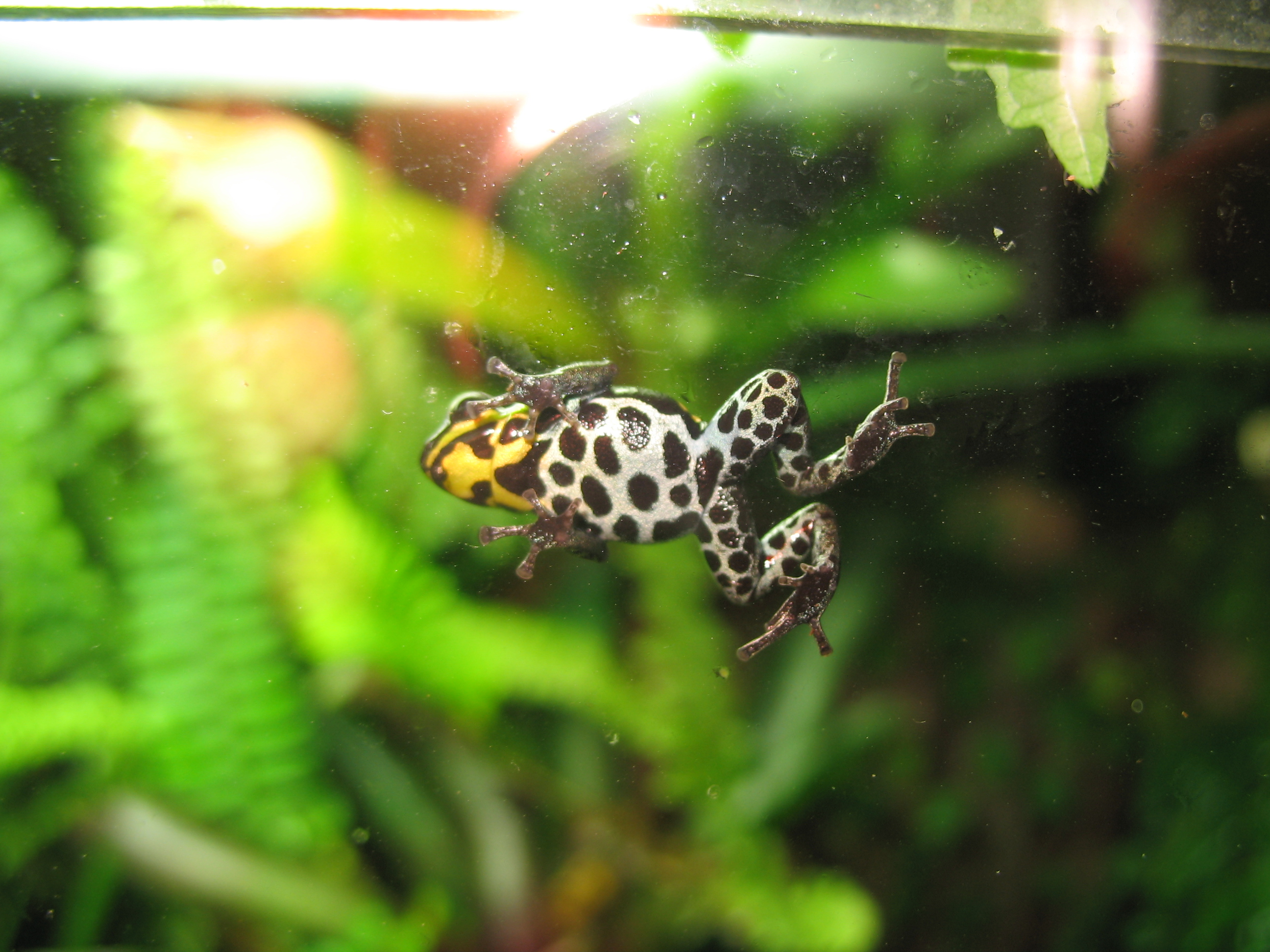
Bauchflecken-Baumsteiger, Bauchseite

Der tagaktive Frosch wird bis zu 20 Millimeter groß, wobei die Männchen etwas kleiner bleiben und die Weibchen etwas fülliger sind. Er besitzt eine schwarze Grundfarbe, die dorsal gelbe Linien- oder Punktzeichnungen aufweist. Die Bauchseite zeigt blaue bis graue Netzmusterung auf schwarzem Grund auf. Dies erweckt den Eindruck einer schwarzen Punktzeichnung, der der Frosch seinen Namen verdankt. Die Beine sind auf schwarzem Grund grau-blau bis bronzefarben genetzt.

## Vorkommen
Es sind zwei getrennte Verbreitungsgebiete des Bauchflecken-Baumsteigers bekannt: Zum einen das tropische Tiefland des Oberlaufes des Amazonas und möglicherweise seiner Zuflüsse, also z. B. in Ecuador, Kolumbien, Peru und Brasilien. Zum zweiten sind Vorkommen in Guyana, Französisch-Guyana und Surinam bekannt. Ranitomeya ventrimaculata kommt zumeist auf Bäumen des tropischen Regenwaldes vor, selten am Boden.

## Fortpflanzung
Bauchflecken-Baumsteiger erreichen mit rund sechs Monaten die Geschlechtsreife. Nach der Eiablage, die gewöhnlich in wassergefüllten Blattachseln unter der Wasseroberfläche erfolgt, werden die vier bis acht Eier vom Männchen befruchtet und nach dem Schlupf der Kaulquappen, der im Regelfalle nach 12 bis 16 Tagen erfolgt, vom Männchen einzeln in Kleinstgewässer (Pfützen, Blattachseln etc.) getragen. Die Entwicklung der Larven zum Frosch ist nach 60 bis 80 Tagen abgeschlossen. Die Kaulquappen des Bauchflecken-Baumsteigers sind omnivor und bei Futtermangel kannibalistisch veranlagt. Aus diesem Grund separieren die Männchen dieser Art die frisch geschlüpften Larven.

## Gift
Der Bauchflecken-Baumsteiger sondert über Hautdrüsen Gifte ab, die vor Pilz- und Bakterienbefall schützen. Darüber hinaus schützt das Gift vor Fressfeinden, die auch schon durch die leuchtenden Farben des Frosches abgeschreckt werden. Im Vergleich zu den "wirklichen" Pfeilgiftfröschen gilt die Art nur als schwach giftig. Das Gift stellt der Frosch nicht selber her, sondern nimmt es über die Nahrung auf. Nachdem man lange vermutete, dass Ameisen oder Termiten die Quellen des Giftes sind, fand man nun eine Milbenart im Verbreitungsgebiet der Frösche, die genau dieselben Alkaloide produziert wie jene, die in der Haut der Frösche vorkommen.

## Bedrohungsstatus
Ranitomeya ventrimaculata wird im Anhang II des Washingtoner Artenschutz-Übereinkommen erwähnt und gilt somit als schutzbedürftige Art, deren Ein- und Ausfuhr der Genehmigung bedarf. Die Art ist weiterhin meldepflichtig nach der Bundesartenschutzverordnung.